# 카사레호스

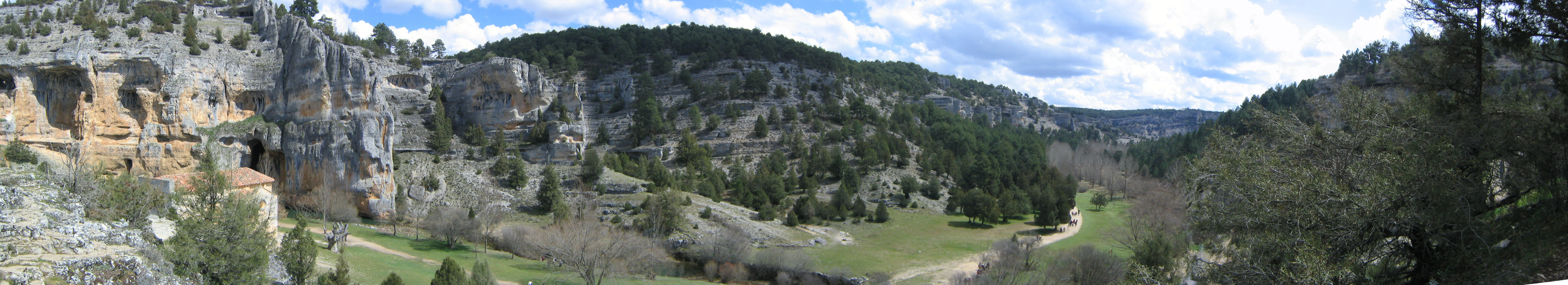
리오 로보스 협곡의 모습, 이 도시는 이 자연 공원의 일부이다.

카사레호스(Casarejos)는 스페인 카스티야이레온주 소리아도에 위치한 지방 자치체이다. 2004년 인구 조사(스페인 통계청)에 따르면 이 지방 자치체의 인구 수는 총 256명이다.